# 598
598 (DXCVIII) je bilo navadno leto, ki se je po julijanskem koledarju začelo na sredo.

## Dogodki
- Obri in Slovani napadejo bizantinsko Istro.

## Rojstva
- Brahmagupta, indijski matematik, astronom († 670)